# São João da Talha
São João da Talha ist ein Ort und eine ehemalige Gemeinde (Freguesia) im portugiesischen Kreis Loures. Die Gemeinde hatte 17.551 Einwohner (Stand 30. Juni 2011).
Am 29. September 2013 wurden die Gemeinden São João da Talha, Bobadela und Santa Iria de Azoia zur neuen Gemeinde União das Freguesias de Santa Iria de Azoia, São João da Talha e Bobadela zusammengeschlossen.